# Berga (Söderhamn)
Berga is een plaats in de gemeente Söderhamn in het landschap Hälsingland en de provincie Gävleborgs län in Zweden. De plaats heeft 116 inwoners (2005) en een oppervlakte van 42 hectare.